# 24 прелюдии и фуги
„24 прелюдии и фуги“ (на руски: 24 прелюдии и фуги), опус 87, е музикален цикъл на руския композитор Дмитрий Шостакович от 1951 година.
Включва 24 двойки от прелюдия и фуга, предназначени за изпълнение на пиано. Цикълът е композиран в края на 1950 и началото на 1951 година, след посещение на композитора в Лайпциг по повод двестагодишншната от смъртта на Йохан Себастиан Бах. Представен е за пръв път на 23 декември 1952 година в Ленинград в изпълнение на Татяна Николаева.